# (113355) Gessler
(113355) Gessler (2002 RW240) – planetoida z pasa głównego asteroid okrążająca Słońce w ciągu 5,11 lat w średniej odległości 2,96 j.a. Odkryta 14 września 2002 roku.